# Dax Shepard

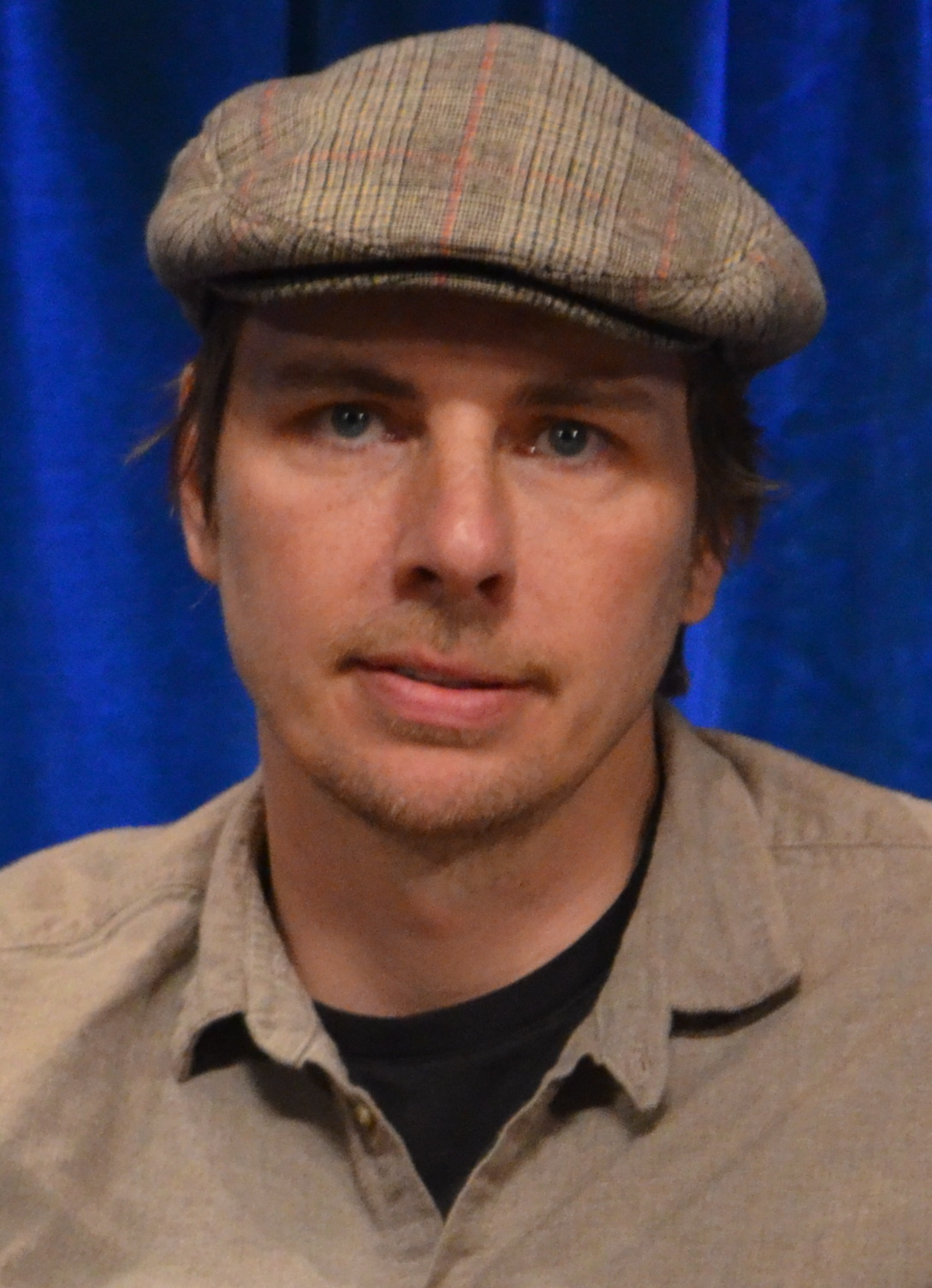
Dax Shepard (2013)

Dax Randall Shepard (* 2. Januar 1975 in Milford, Michigan) ist ein US-amerikanischer Schauspieler, Filmregisseur und Drehbuchautor.

## Leben und Leistungen
Shepard besuchte die Walled Lake Central High School in Walled Lake, Michigan und studierte Anthropologie an der University of California, Los Angeles. Er debütierte in der Komödie Verrückt nach Corey aus dem Jahr 1998. In der Komödie Im Dutzend billiger (2003) spielte er an der Seite von Steve Martin, Bonnie Hunt und Piper Perabo. Für den Auftritt in der Fernsehserie Punk’d, in dem er vor der Kamera improvisierte, wurde er im Jahr 2003 für den Teen Choice Award nominiert.
In der Abenteuerkomödie Trouble ohne Paddel (2004) übernahm er bereits eine der größeren Rollen, eine weitere größere Rolle spielte er im Fantasyfilm Zathura – Ein Abenteuer im Weltraum (2005) von Jon Favreau. In der Science-Fiction-Komödie Idiocracy (2006) spielte er neben Luke Wilson. In der Komödie Employee of the Month (2006) verkörperte er den Kassierer Vince Downey, der gegen seinen Kollegen Zack Bradley (Dane Cook) um den begehrten Titel des Angestellten des Monats kämpft.
Dax ist seit November 2007 mit der Schauspielerin Kristen Bell liiert, die er im Oktober 2013 heiratete. Das Paar hat zwei Töchter.
Im Jahr 2012 äußerte sich Shepard, mehr Filme zusammen mit Bell drehen zu wollen. In dem 2010 veröffentlichten Film When in Rome – Fünf Männer sind vier zuviel standen Shepard und Bell erstmals gemeinsam vor der Kamera. Mit Hit and Run (2012) und CHiPs (2017) folgten zwei Produktionen von Shepard, in denen erneut beide als Darsteller zu sehen waren.

## Filmografie (Auswahl)
Schauspieler
- 1998: Verrückt nach Corey (Hairshirt)
- 2003: Im Dutzend billiger (Cheaper by the Dozen)
- 2004: Trouble ohne Paddel (Without a Paddle)
- 2005: Sledge: The Untold Story
- 2005: My Name Is Earl (Fernsehserie, Gastauftritt)
- 2005: Zathura – Ein Abenteuer im Weltraum (Zathura: A Space Adventure)
- 2006: Idiocracy
- 2006: Employee of the Month
- 2006: Ab in den Knast (Let's Go to Prison)
- 2007: The Comebacks
- 2008: Das Muttersöhnchen (Smother)
- 2008: Baby Mama
- 2009: Old Dogs – Daddy oder Deal (Old Dogs)
- 2010–2015: Parenthood (Fernsehserie, 101 Episoden)
- 2010: When in Rome – Fünf Männer sind vier zuviel (When in Rome)
- 2012: Hit and Run
- 2014: Veronica Mars
- 2014: Sieben verdammt lange Tage (This Is Where I Leave You)
- 2014: Der Richter – Recht oder Ehre (The Judge)
- 2017: CHiPs
- 2017: El Camino Christmas
- 2018: The Ranch (Fernsehserie, 25 Episoden)
- 2019: Buddy Games

Regisseur
- 2010: Brother’s Justice
- 2012: Hit and Run
- 2013: Parenthood (Fernsehserie, Episode 4x12)
- 2017: CHiPs